# Ioniseringsenergi
Ioniseringsenergi er energien, som kræves for at fjerne et elektron fra atomet eller molekylet som elektronet er bundet til. Ioniseringsenergi måles i elektronvolt (eV). 
Elektronet kan i det enkelte atom (hydrogenatom) være bundet i forskellige baner, n, givet ved bindingsenergien:
{\displaystyle E=-{\frac {k}{n^{2}}}}
hvor k er 13,6 eV.
Ioniseringsenergien for elektronet i den stærkeste bundne tilstand (grundstilstanden med n = 1), bliver så 13,6 eV. 
For molekyler defineres ioniseringsenergien som den minste energi et molekyle i gasfasen må tilføres for at elektron skal kunne frigøres fra molekylet. Der dannes dermed et positivt ladet ion. Ioniseringsenergi kan derfor også defineres som den minste energi, som må til for at danne et positivt ladet ion.
Ioniseringsenergier måles ved bombardement med elektroner eller ved belysning med ultraviolet lys. Den informationen, som sådanne målinger giver, er vigtig for at forstå ionenes fysik og kemi. 